# Poljane (gmina Cerkno)
Poljane – wieś w Słowenii, w gminie Cerkno. W 2018 roku liczyła 65 mieszkańców.